# 鹿毛康司
鹿毛 康司（かげ こうじ、1959年12月26日 - ）は、日本のマーケター、クリエイティブ・ディレクター、CM監督、プランニング、コピーライター、作詞・作曲家。『株式会社かげこうじ事務所』代表、『グロービス経営大学院大学』教授、『筑紫女学園大学』客員教授、『日経クロストレンド』アドバイザリーボードメンバー、『Ad-tech』東京ボードメンバー、『エステー株式会社』コミュニケーションアドバイザー。別名、特命宣伝部長 高田鳥場（たかだのとりば）。早稲田大学商学部卒業、ドレクセル大学修了（MBA）。

## 経歴
福岡県飯塚市生まれ。福岡県立嘉穂高等学校から二浪を経て早稲田大学商学部に進学。2年次に広告論の亀井昭宏ゼミに入り、アマチュアバンドの活動にも励んだ。
1984年（昭和59年）早稲田大学を卒業、雪印乳業株式会社（現・雪印メグミルク）に入社する。
1993年（平成11年）ドレクセル大学にてMBAを取得（マーケティング、国際ビジネス）。帰国後、同社の営業改革を担当。
2000年（平成12年）雪印集団食中毒事件が起きた際、マーケティンググループに属していた鹿毛は大阪支社へ派遣され、被害者らの家を訪ねて回るなど、事件の事後処理にあたる。その後、乳食品事業部営業グループ課長に就任し「ジョゼフ・ドルーアン」ワインの拡販に取り組む。
2002年（平成14年）1月、同社子会社による牛肉偽装事件が発覚すると、3月には鹿毛を含む有志7人が「雪印体質を変革する会」を結成し「雪印社員一同」名義で新聞に謝罪広告を出す。同年、鹿毛は経営企画室プロジェクトマネージャーとして信頼回復プロジェクトを担当する 。
外資への転職が決まっていたが、鹿毛が出演したNHK特番を見た鈴木喬からの依頼によって、2003年（平成15年）エステー化学株式会社（後のエステー株式会社）に入社。8月には宣伝部長に任ぜられ、クリエイティブ・ディレクターとして同社の広告すべての統括制作を担うようになる。
2005年（平成17年）同社はCM総合研究所から2004年度CM好感度躍進企業第2位とされ、以後もCM好感度ランキング（生活雑貨類、同研究所調べ）上位に入るテレビCMを次々と放映しているが、同社の年間広告宣伝費は日本国内大手競合企業の1⁄5程度（2006年の報道より）にとどまっている。
2008年（平成20年）同社「消臭プラグ」のCM展開が、Brand of the Year 2008「売上に貢献し続けたCM-Branding評価 定番ブランド20傑」に生活雑貨類で唯一選ばれている。
2011年（平成23年）震災復興の願いを込めた「消臭力～ミゲル君」「ミゲル少年と西川貴教の消臭力CM」で好感度ランキング1位を奪取。ACCゴールド賞を受賞。
2012年（平成24年）初の著書『愛されるアイデアのつくり方』を出版。オリコンビジネス書ランキング（2012年5月3日～9日）週間第1位を記録。
2020年（令和2年）6月17日をもってエステーを退社し、独立。株式会社かげこうじ事務所を立ち上げ、代表に就任した。2019年末にエステーの鈴木喬会長と食事をしているとき唐突に「あなた、独立したらどうですか」と提案され、独立を決めた。もともと嫌いなスーツを着ながら役員職に就いたときに残りの社会人生活は淡々と仕事をこなしていく作業で、命が削られていく感じがしていた。そんなときに鈴木会長から独立後もエステーの仕事は続け、当面の仕事を保障してくれる一声が独立の後押しになった。
2022年（令和4年）8月、筑紫女学園大学客員教授に就任。同年12月「消臭力」「ムシューダ」のCMが14,562作品の中から『BRAND OF THE YEAR 2022』（主催：CM総合研究所）で「消費者を動かしたCM展開」でダブル選出。「消臭力」のCMは2011年から10回連続選出という記録を樹立した。
現在はエステー、森永乳業、ほけんの窓口、ベストコ（塾）、医療など様々な業種において企業のマーケティングとクリエイティブを支援する。

## 人物
- 尊敬する人はマーケターは富永朋信。日本コカ・コーラなど西友、ドミノ・ピザジャパン、Preferred Networksなど9社のマーケティング責任者を拝命[24]。
- 記憶に残る他人の広告コピーは日本経済新聞社の「諸君。学校出たら、勉強しよう。」。1984年に地下鉄で目にして、なんて自分の心をえぐるんだと、今も頭に残っている[24]。

## 作品
一部のみを列挙する。
- エステー化学株式会社 消臭プラグ「生コマ風ドラマCM“11話”」（2006年放映、2007ニューヨークフェスティバル 国際広告賞ファイナリスト入賞[30]）
- エステー株式会社 社名変更「お花畑で社名変更」篇（2007年放映、2008年度 ACC CMフェスティバル ACCファイナリスト入賞[31]）

受賞歴
マーケターオブザイヤー （MCEI）、WEB人貢献賞、ACC GOLD、フジサンケイ広告大賞（TVCMクリエイティブ優秀賞、ラジオ最優秀賞）、Ad-tech Tokyo セッション1位 ほか

## 著書
- 『愛されるアイデアのつくり方』（WAVE出版、2012年5月8日） ISBN 978-4872905663
- 『「心」が分かるとモノが売れる』（日経BP、2021年5月20日）　ISBN 978-4296109555

### 編書
- 『特命宣伝部長 高田鳥場―ほんのり香る、広告のにおい。』（誠文堂新光社、2009年5月1日）　ISBN 978-4416809594

## 審査員
- Ad-tech東京ボードメンバー
- 日経クロストレンドアドバイザリーメンバー
- 日経PB主催マーケターオブザイヤー審査員
- フジサンケイ広告大賞審査員

ほか